# Окремий випадок (фільм)
«Окремий випадок» (рос. Частный случай)  — радянський художній фільм 1983 року, знятий режисером Віленом Захаряном на кіностудії «Вірменфільм».

## Сюжет
Про обов'язок, честь, необхідність правдивих відносин між людьми.

## У ролях
- Ельвіра Узунян — Сусанна Левонівна
- Ерванд Манарян — головна роль
- Ованес Ванян — Армен Григорян, слідчий
- Рафаель Папаян — роль другого плану
- Хорен Абрамян — роль другого плану

## Знімальна група
- Режисер — Вілен Захарян
- Сценарист — Р. Саакян
- Оператор — Роберт Баласанян
- Композитор — Роберт Амірханян
- Художник — Карен Давидов